# Studenec na Piramidi
Studenec na Piramidi je stal v okviru Gornjega gradu na Piramidi. 
Grad so zadnji lastniki porušili studenec pa se je ohranil do danes. Grad se je oskrboval iz sistema pretočnih cistern ali zbiralnikov vode, zgornja cisterna je bila globoka 7,6 m. V spodnjem delu je bila vklesana v živo skalo zgornji del pa je bil zazidan iz kamna, spodnja cisterna pa je bila namenjena za shranjevanje presežnih zalog vode.
Okoli studenca se je spletla zgodba o rovu kateri je vodil do Košakov, en del rova pa se je končal v starem protiavionskem zaklonišču v Tomšičevem drevoredu.Ker sta se rova začela zasipavati,
so vhode vanju zabetonirali.